# Masters de Montecarlo 1983
El Abierto de Montecarlo 1983 fue un torneo de tenis masculino jugado sobre tierra batida. Fue la 77.ª edición de este torneo. Se celebró entre el 28 de marzo y el 1 de abril de 1983.

## Campeones

### Individuales
Mats Wilander vence a  Mel Purcell, 6–1, 6–2, 6–3.

### Dobles
Heinz Günthardt /  Balázs Taróczy vencen a  Henri Leconte /  Yannick Noah, 6–2, 6–4.